# Vaudes
Vaudes est une commune française, située dans le département de l'Aube en région Grand Est.

## Géographie
| Saint-Thibault | Clérey             |                         |
| Cormost        | Vaudes             | Saint-Parres-lès-Vaudes |
|                | Rumilly-lès-Vaudes | Rumilly-lès-vaudes      |

Altitude de la mairie :129 m ; point le plus haut :135 m ; point le plus bas : 60 m.

### Hydrographie
La commune est dans la région hydrographique « la Seine de sa source au confluent de l'Oise (exclu) » au sein du bassin Seine-Normandie. Elle est drainée par le Fossé Berthault et divers autres petits cours d'eau,.
Le fossé Berthault, d'une longueur de 11 km, prend sa source dans la commune de Rumilly-lès-Vaudes et se jette  dans l'Hozain à Saint-Thibault, après avoir traversé trois communes. 

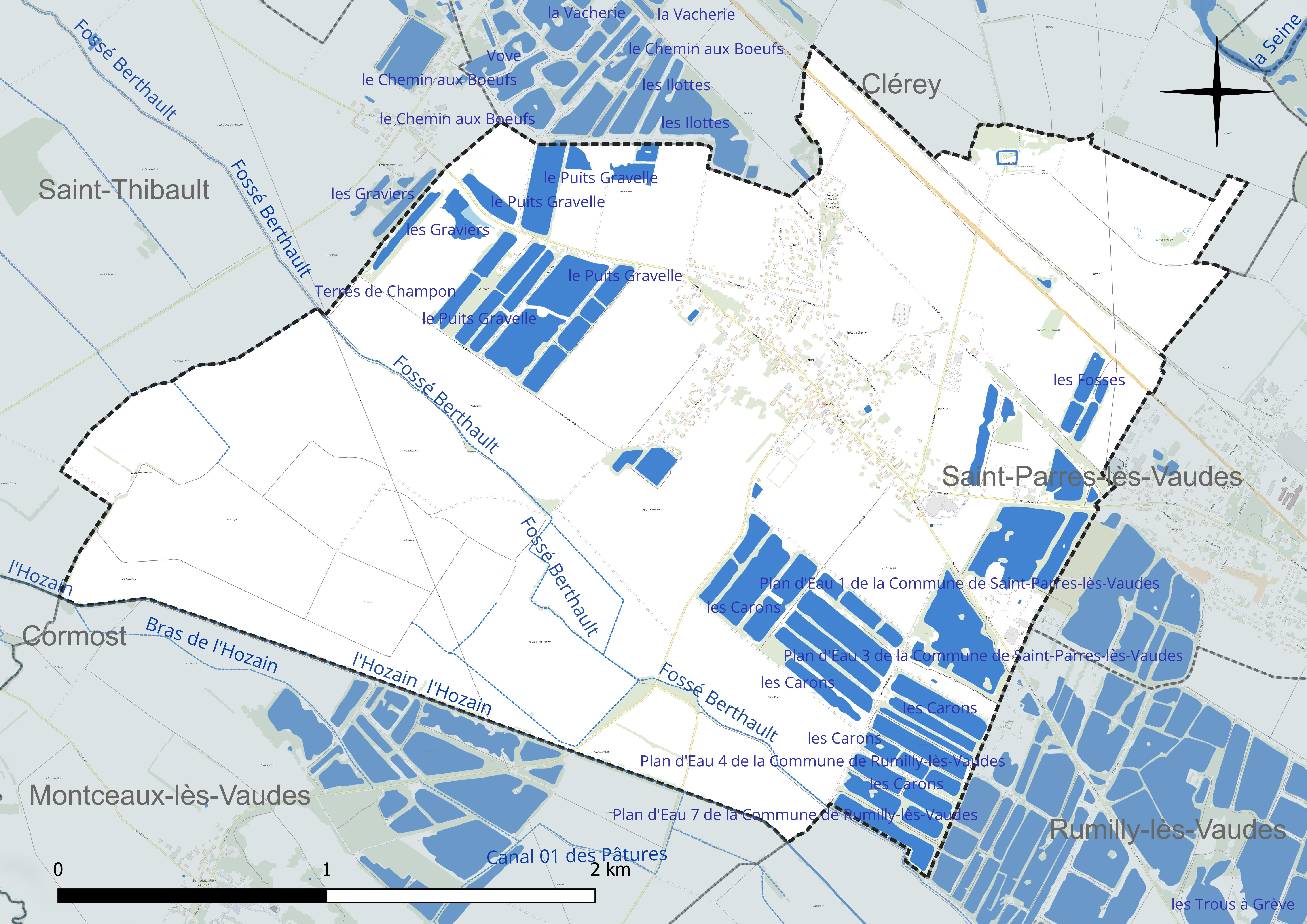
Réseau hydrographique de Vaudes.

Six plans d'eau complètent le réseau hydrographique : le plan d'eau 8 de la commune de Vaudes (1,3 ha), le Puits Gravelle (7,5 ha), les Carons (7,3 ha), les Fosses (1,8 ha), les Graviers (1,1 ha) et Terres de Champon (2,2 ha),.

### Climat
Pour des articles plus généraux, voir Climat du Grand Est et Climat de l'Aube.
En 2010, le climat de la commune est de type climat océanique dégradé des plaines du Centre et du Nord, selon une étude du Centre national de la recherche scientifique s'appuyant sur une série de données couvrant la période 1971-2000. En 2020, Météo-France publie une typologie des climats de la France métropolitaine dans laquelle la commune est exposée à un climat océanique altéré et est dans la région climatique  Lorraine, plateau de Langres, Morvan, caractérisée par un hiver rude (1,5 °C), des vents modérés et des brouillards fréquents en automne et hiver. 
Pour la période 1971-2000, la température annuelle moyenne est de 10,5 °C, avec une amplitude thermique annuelle de 15,8 °C. Le cumul annuel moyen de précipitations est de 735 mm, avec 11,6 jours de précipitations en janvier et 7,9 jours en juillet. Pour la période 1991-2020, la température moyenne annuelle observée sur la station météorologique de Météo-France la plus proche, « Saint-Pouange », sur la commune de Saint-Pouange à 12 km à vol d'oiseau, est de 11,5 °C et le cumul annuel moyen de précipitations est de 707,5 mm. 
La température maximale relevée sur cette station est de 42,2 °C, atteinte le 24 juillet 2019 ; la température minimale est de −21 °C, atteinte le 9 janvier 1985,,. 
Les paramètres climatiques de la commune ont été estimés pour le milieu du siècle (2041-2070) selon différents scénarios d'émission de gaz à effet de serre à partir des nouvelles projections climatiques de référence DRIAS-2020. Ils sont consultables sur un site dédié publié par Météo-France en novembre 2022.

## Urbanisme

### Typologie
Au 1er janvier 2024, Vaudes est catégorisée bourg rural, selon la nouvelle grille communale de densité à 7 niveaux définie par l'Insee en 2022.
Elle est située hors unité urbaine. Par ailleurs la commune fait partie de l'aire d'attraction de Troyes, dont elle est une commune de la couronne,. Cette aire, qui regroupe 209 communes, est catégorisée dans les aires de 200 000 à moins de 700 000 habitants,.

### Occupation des sols
L'occupation des sols de la commune, telle qu'elle ressort de la base de données européenne d’occupation biophysique des sols Corine Land Cover (CLC), est marquée par l'importance des territoires agricoles (71,3 % en 2018), en diminution par rapport à 1990 (77,2 %). La répartition détaillée en 2018 est la suivante : 
terres arables (71,3 %), eaux continentales (17,1 %), zones urbanisées (7,9 %), mines, décharges et chantiers (3,7 %). L'évolution de l’occupation des sols de la commune et de ses infrastructures peut être observée sur les différentes représentations cartographiques du territoire : la carte de Cassini (XVIIIe siècle), la carte d'état-major (1820-1866) et les cartes ou photos aériennes de l'IGN pour la période actuelle (1950 à aujourd'hui).

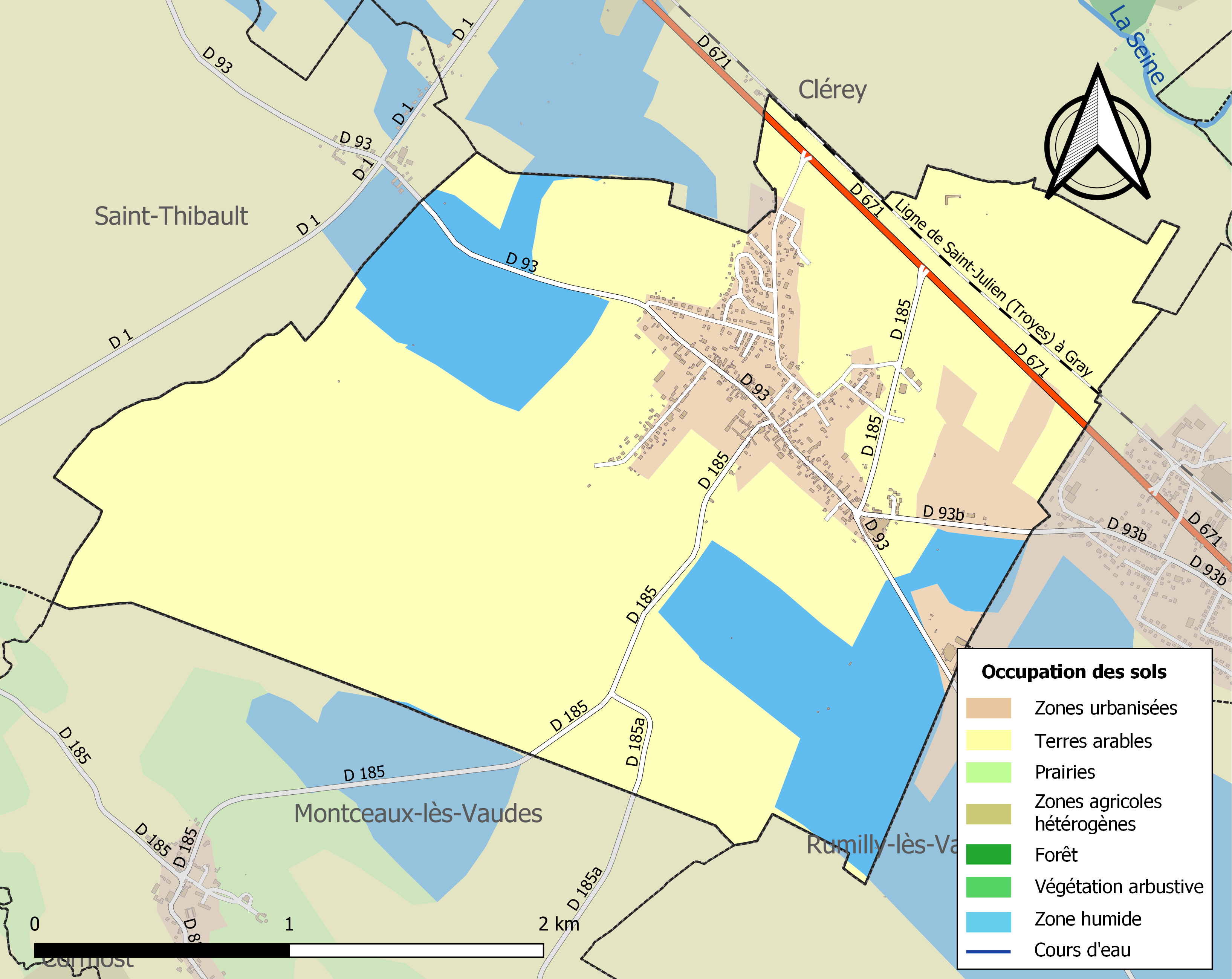
Carte des infrastructures et de l'occupation des sols de la commune en 2018 (CLC).

## Histoire
Un seigneur important du village est l'abbé de Molesme depuis 1145. Ainsi que l'abbé de Montier-la-Celle pour une part plus petite en 1219.
En 1789, le village relevait de l'intendance et de la généralité de Châlons-sur-Marne, de l'élection et du bailliage de Troyes ainsi que du bailliage ducal d'Aumont et en partie du bailliage de Rumilly.

## Politique et administration
| Période                                  | Période  | Identité           | Étiquette | Qualité                    |
| ---------------------------------------- | -------- | ------------------ | --------- | -------------------------- |
| avant 1981                               |          | M. Jacques Piot    | DVD       |                            |
| mars 2001                                | mai 2020 | M. Louis Guyot     | DVD       | retraité de l'enseignement |
| mai 2020                                 | En cours | Hervé Van Ryseghem |           |                            |
| Les données manquantes sont à compléter. |          |                    |           |                            |

## Démographie

### Évolution démographique
L'évolution du nombre d'habitants est connue à travers les recensements de la population effectués dans la commune depuis 1793. Pour les communes de moins de 10 000 habitants, une enquête de recensement portant sur toute la population est réalisée tous les cinq ans, les populations de référence des années intermédiaires étant quant à elles estimées par interpolation ou extrapolation. Pour la commune, le premier recensement exhaustif entrant dans le cadre du nouveau dispositif a été réalisé en 2008.

En 2022, la commune comptait 708 habitants, en évolution de −1,67 % par rapport à 2016 (Aube : +0,7 %, France hors Mayotte : +2,11 %).
| 1793 | 1800 | 1806 | 1821 | 1831 | 1836 | 1841 | 1846 | 1851 |
| ---- | ---- | ---- | ---- | ---- | ---- | ---- | ---- | ---- |
| 367  | 386  | 440  | 440  | 511  | 482  | 474  | 476  | 483  |

| 1856 | 1861 | 1866 | 1872 | 1876 | 1881 | 1886 | 1891 | 1896 |
| ---- | ---- | ---- | ---- | ---- | ---- | ---- | ---- | ---- |
| 460  | 436  | 419  | 414  | 384  | 364  | 314  | 311  | 307  |

| 1901 | 1906 | 1911 | 1921 | 1926 | 1931 | 1936 | 1946 | 1954 |
| ---- | ---- | ---- | ---- | ---- | ---- | ---- | ---- | ---- |
| 321  | 314  | 304  | 293  | 320  | 309  | 322  | 316  | 349  |

| 1962 | 1968 | 1975 | 1982 | 1990 | 1999 | 2006 | 2008 | 2013 |
| ---- | ---- | ---- | ---- | ---- | ---- | ---- | ---- | ---- |
| 341  | 353  | 459  | 670  | 626  | 543  | 591  | 606  | 710  |

| 2018 | 2022 | - | - | - | - | - | - | - |
| ---- | ---- | - | - | - | - | - | - | - |
| 713  | 708  | - | - | - | - | - | - | - |

### Pyramide des âges
En 2018, le taux de personnes d'un âge inférieur à 30 ans s'élève à 34,5 %, soit en dessous de la moyenne départementale (35,2 %). À l'inverse, le taux de personnes d'âge supérieur à 60 ans est de 26,8 % la même année, alors qu'il est de 27,7 % au niveau départemental.
En 2018, la commune comptait 339 hommes pour 374 femmes, soit un taux de 52,45 % de femmes, légèrement supérieur au taux départemental (51,41 %).
Les pyramides des âges de la commune et du département s'établissent comme suit.
| Hommes | Classe d’âge | Femmes |
| ------ | ------------ | ------ |
| 0,6    | 90 ou +      | 1,1    |
| 4,1    | 75-89 ans    | 6,7    |
| 21,2   | 60-74 ans    | 19,8   |
| 19,2   | 45-59 ans    | 14,7   |
| 21,5   | 30-44 ans    | 22,2   |
| 12,7   | 15-29 ans    | 12,3   |
| 20,6   | 0-14 ans     | 23,3   |

| Hommes | Classe d’âge | Femmes |
| ------ | ------------ | ------ |
| 0,8    | 90 ou +      | 2,1    |
| 7,4    | 75-89 ans    | 10,2   |
| 17,4   | 60-74 ans    | 18,4   |
| 19,4   | 45-59 ans    | 19     |
| 17,8   | 30-44 ans    | 17,3   |
| 18,3   | 15-29 ans    | 15,9   |
| 19     | 0-14 ans     | 17,1   |

## Lieux et monuments
- La croix de Saint Pierre.
- L'église de Vaudes dédié à saint Clair.
- La fontaine Saint-Clair (autrefois réputée guérir les maux de tête et des yeux).